# Rościsław Kapliński
Rościsław Kapliński (ur. 14 sierpnia 1907, zm. 19 lipca 1989) – polski architekt i urbanista.

## Życiorys
Studia ukończył na Politechnice w Charlottenburgu, a w latach międzywojennych kierował Szkołą Rzemiosł Budowlanych w Wilnie. Po 1945 był wykładowcą Wydziału Architektury Szkoły Inżynierskiej w Poznaniu. Pracował także w poznańskim Biurze Projektów Budownictwa Komunalnego. W 1953 zaplanował z Janem Cieślińskim przebudowę centrum Poznania w duchu socrealizmu. Przebudowa ta nigdy nie doszła do skutku.
Został pochowany na Cmentarzu Junikowo w Poznaniu.

## Dzieła
- Targi Północne w Wilnie (przed 1939),
- rekonstrukcje kamienic na Starym Rynku w Poznaniu i w Zielonej Górze po zniszczeniach II wojny światowej,
- ośrodek socjalno-kulturalny w Krotoszynie,
- ośrodek wypoczynkowy w Skorzęcinie,
- ośrodek kulturalny Olimpia w Poznaniu przy ul. Matejki,
- cmentarze komunalne (Poznań, Kalisz),
- Ogród Zoologiczny w Krakowie,
- Ogród Zoologiczny w Opolu,
- kryta pływalnia w Białymstoku,
- przystań wioślarska w Poznaniu,
- 86 wiejskich ośrodków socjalno-kulturalnych w województwach: poznańskim, szczecińskim i wrocławskim,
- 26 planów ogólnych miast w Wielkopolsce[2].